# Neue Presse (Coburg)
Die Neue Presse ist eine täglich (außer sonntags) erscheinende Zeitung im Raum Coburg. Sie erschien erstmals am 25. Januar 1946 in Coburg, Lichtenfels, Kronach und Ebern, nachdem sie durch die amerikanische Militärregierung gegründet worden war.

Logo Neue Presse Coburg

Die verkaufte Auflage beträgt 13.162 Exemplare, ein Minus von 57,9 Prozent seit 1998. Die Zeitung erscheint in der Stadt Coburg und in den Landkreisen Coburg, Kronach, Lichtenfels sowie Haßberge.

## Geschichte
Zu Beginn war Peter Maslowski alleiniger Inhaber der Lizenz. Nach dem Zweiten Weltkrieg sah die US-Pressepolitik allerdings vor, dass neu zugelassene Zeitungen keine einseitige politische Richtung haben dürfen. Daher wurde neben Maslowski auch Johannes Langer zum Lizenzträger. 1986 übernahm der Süddeutsche Verlag die Mehrheit der Verlagsanstalt. Einen weiteren Anteil von 30 Prozent hält die Deutsche Druck- und Verlagsgesellschaft (Medienbeteiligungsunternehmen der SPD) in Hamburg.
Nach der Wende wurde das Freie Wort (Suhl) gekauft und in die Verlagsgruppe integriert.
Daneben hält der Verlag Beteiligungen am lokalen Rundfunksender Radio Eins und am Anzeigenblattverlag Wochenspiegel.
Gemeinsam mit den Titeln Freies Wort, Südthüringer Zeitung (Bad Salzungen) und Frankenpost (Hof), die zum selben Eigentümer-Umfeld gehören, bildet die Neue Presse die Regionalzeitungsgruppe Hof/Coburg/Suhl. Die vier Blätter produzieren den überregionalen Mantelteil, der in den vier Zeitungen weitgehend identisch ist, gemeinsam.

## Neue Presse Coburg heute
Von ihren Selbstverständnis sieht sich die Neue Presse Coburg (Kürzel NP) als „Unabhängige Zeitung In Franken“. Sie ist neben dem Coburger Tageblatt die führende Tageszeitung in Landkreis und Stadt Coburg. Geschäftsführer ist Serge Schäfers. Redaktionsleiter ist Christian Holhut, Gesamtchefredakteur Marcel Auermann. Die Neue Presse wird auf Recycling-Papier gedruckt.

## Auflage
Die Neue Presse hat in den vergangenen Jahren erheblich an Auflage eingebüßt. Die verkaufte Auflage ist in den vergangenen 10 Jahren um durchschnittlich 5,3 % pro Jahr gesunken. Im vergangenen Jahr hat sie um 10,2 % abgenommen. Sie beträgt gegenwärtig 13.162 Exemplare. Der Anteil der Abonnements an der verkauften Auflage liegt bei 90,8 Prozent.
| 1998  | 1999  | 2000  | 2001  | 2002  | 2003  | 2004  | 2005  | 2006  | 2007  | 2008  | 2009  | 2010  | 2011  | 2012  | 2013  | 2014  | 2015  | 2016  | 2017  | 2018  | 2019  | 2020  | 2021  | 2022  | 2023  | 2024  |
| ----- | ----- | ----- | ----- | ----- | ----- | ----- | ----- | ----- | ----- | ----- | ----- | ----- | ----- | ----- | ----- | ----- | ----- | ----- | ----- | ----- | ----- | ----- | ----- | ----- | ----- | ----- |
| 31248 | 30834 | 30672 | 30116 | 29247 | 28861 | 28417 | 27661 | 27254 | 26749 | 26575 | 25800 | 26139 | 25373 | 25611 | 23906 | 23604 | 22876 | 21512 | 20743 | 19921 | 19151 | 18144 | 17272 | 16687 | 15317 | 13759 |